# Sepp Holzer
Josef Holzer, dit Sepp Holzer, né le 24 juillet 1942 à Ramingstein, dans la province de Salzbourg en Autriche, est un agriculteur, un auteur et un consultant international pour l'agriculture naturelle.

## Biographie
Après une enfance dans une famille rurale catholique traditionnelle, il a repris l'exploitation agricole de montagne de ses parents en 1962. Après des essais infructueux avec des méthodes agricoles traditionnelles, il devint pionnier de l'agriculture écologique, principalement de la permaculture en développant des techniques à moyenne altitude (1 100 à 1 500 mètres) dans sa ferme de Krameterhof.
Il a notamment développé la technique de la culture sur butte qui consiste à enfouir du bois 50 cm sous le sol pour en faire une réserve d'eau et de nutriments pour les plantes qu'on cultive au-dessus.

## Œuvres
- (de) Sepp Holzer, Sepp Holzers Permakultur : praktische Anwendung für Garten, Obst und Landwirtschaft, Graz, Stuttgart, éd. Stocker, 2004, 304 p., 23 cm (ISBN 978-3-7020-1037-9, DNB 971329664)
  - Sepp Holzer (trad. de l'allemand par Patricia Bourguignon), La Permaculture de Sepp Holzer [« Sepp Holzers Permakultur »], Marsac, éd. Imagine un colibri, mars 2011, 220 p., 30 cm (ISBN 978-2-9537344-1-6, BNF 42420166)
- (de) Sepp Holzer et Leila Dregger (collaboratrice), Wüste oder Paradies : von der Renaturierung bedrohter Landschaften über Aqua-Kultur und Biotop-Aufbau bis zum Urban Gardening, Graz, Stuttgart, éd. Stocker, 2011, 207 p., 25 cm (ISBN 978-3-7020-1324-0, DNB 1012252477)
  - Sepp Holzer (trad. de l'allemand par Patricia Bourguignon), Désert ou paradis : mise en place et pratique de la « Permaculture Holzer » : renaturation des paysages menacés, culture potagère et jardins urbains productifs, aquaculture naturelle et agriculture symbiotique [« Wüste oder Paradies »], Marsac, éd. Imagine un colibri, 2014, 207 p., 30 cm (ISBN 978-2-9537344-5-4, BNF 43859625)